# Gerhard Flesch
Gerhard Friedrich Ernst Flesch (ur. 8 października 1909 w Poznaniu, zm. 1948 w Trondheim) – SS-Obersturmbannführer, zbrodniarz wojenny skazany na śmierć w Norwegii za zbrodnie dokonane na członkach norweskiego ruchu oporu.

## Życiorys
W 1939 pełnił funkcję SS-Sturmbannführera Einsatzkommando 2/VI podlegającego Einsatzgruppe VI pod dowództwem SS-Oberführera Ericha Naumanna działającego na terenie Wielkopolski. W 1940 przeniesiono go do okupowanej Norwegii, gdzie był komendantem Sipo najpierw w Bergen, a potem w Trondheim. Po wojnie skazany na śmierć przez norweski sąd i stracony 28.02.1948 w twierdzy Kristiansten w Trondheim.